# الدوري الأوروغواياني لكرة القدم 1902
الدوري الأوروغواياني لكرة القدم 1902 (بالإسبانية: Campeonato Uruguayo de Primera División 1902)‏ هو الموسم 3 من الدوري الأوروغواياني لكرة القدم. أشرف على تنظيمه اتحاد أوروغواي لكرة القدم، وكان عدد الأندية المشاركة فيه 6، وفاز فيه ناسيونال مونتيفيديو.